# Lutz Meyer-Goßner
Lutz Meyer-Goßner (* 10. Juli 1936 in Nienburg (Weser)) ist ein deutscher Richter und Kommentator. Er war von 1983 bis 2001 Richter am Bundesgerichtshof.
Seine juristische Laufbahn begann Meyer-Goßner nach Ausbildung und Promotion im Jahr 1964 als Gerichtsassessor im Justizdienst des Freistaats Bayern.
Nach seiner Ernennung zum Amtsgerichtsrat im Jahre 1967 wirkte er zunächst am Amtsgericht München. Zugleich mit der Ernennung zum Landgerichtsrat übernahm Meyer-Goßner die Funktion eines hauptamtlichen Arbeitsgemeinschaftsleiters in der Referendarausbildung. Während dieser Tätigkeit wurde er 1972 befördert und zum Ersten Staatsanwalt ernannt. Seit 1975 wirkte Meyer-Goßner als Vorsitzender Richter am Landgericht München I, wo er den Vorsitz von kleinen und großen Strafkammern innehatte.
Seit seiner Ernennung zum Richter am Bundesgerichtshof im Jahre 1983 gehörte Meyer-Goßner dessen 4. Strafsenat an, seit 1992 als dessen stellvertretender Vorsitzender und seit Dezember 1994 als Vorsitzender. Er schied am 31. Juli 2001 als Vorsitzender aus und trat in den Ruhestand.
Neben seiner spruchrichterlichen Tätigkeit war Meyer-Goßner vor allem als Kommentator der Strafprozessordnung hervorgetreten. In der Nachfolge von Otto Schwarz, Theodor Kleinknecht und Karlheinz Meyer bearbeitete er von der 40. Auflage 1990 bis zur 60. Auflage 2017 den im Beck-Verlag erscheinenden Kurzkommentar, der die Praxis des deutschen Strafprozesses wesentlich bestimmt. Seine Nachfolger als Autoren des Kurzkommentars sind Bertram Schmitt und Marcus Köhler. Meyer-Goßner hat ferner eine Honorarprofessur an der Universität Marburg inne.